# Azon (bombe)
L'AZON (ou Azon) est l'une des premières bombes guidées au monde, déployée par les Alliés et contemporaine du Fritz X allemand.
Officiellement désigné VB-1 (« Vertical Bomb 1 »), l'arme est inventée par le major Henry J. Rand et Thomas J. O'Donnell au cours des dernières étapes de la Seconde Guerre mondiale comme réponse au problème difficile de la destruction des ponts en bois étroits que comptait la ligne de chemin de fer birman.
La capacité de contrôler uniquement la trajectoire de la bombe dans la direction de l'azimut a rendu les bombes AZON plus adaptées aux cibles longues et étroites, telles que les ponts ou les voies ferrées. Son principal inconvénient était qu'après le largage de l'une d'entre elles, le bombardier ne pouvait pas fuir immédiatement car il devait la guider en vue pour pouvoir être télécommandée. Le bombardier utilisa une manette de commande BC-1156 pour ajuster le cap à gauche ou à droite. Les commandes directionnelles furent envoyées au package de guidage via un système radio à usage spécial.
Le 493e Bomb Squadron largua des bombes Azon en Birmanie au début de 1945 à partir de B-24 modifiés de la même manière, basés à l'aérodrome de Pandaveswar, en Inde, avec un succès considérable, remplissant l'objectif initial des concepteurs pour les munitions.

## Opérations militaires
| Cible                 | Date               | Résultat |
| --------------------- | ------------------ | --- |
| Melun                 | 8 juin 1944        | Mission 400 : une attaque à la bombe Azon visant le pont de Melun est déjouée par des nuages. |
| Ham-sur-Somme         | 14 juin 1944       | Mission 412 : 7 des 15 B-24 frappent le pont sur la Somme à Ham et 5 utilisent des bombes Azon contre des cibles d'opportunité ; pas de pertes. |
| Étaples               | 15 juin 1944       | Mission 414 : 12 B-24 utilisent des bombes Azon contre le pont ferroviaire d'Étaples et 7 autres les utilisent contre le pont ferroviaire de Pécrone. |
| Saumur                | 22 juin 1944       | Mission 432 : 9 des 10 B-24 utilisent des bombes Azon contre le pont de Saumur. |
| Esternay              | 17 août 1944       | Mission 558 : 10 B-24 sont dépêchés pour larguer des bombes Azon sur le pont ferroviaire des Foulons près d'Esternay mais la mission est abandonnée en raison de la détérioration du temps.                                                                               |
| Moerdijk              | 25 août 1944       | Mission 571 : 10 B-24 attaquent un pont ferroviaire à Moerdijk, aux Pays-Bas, mais la cible est manquée par les 40 Azon lancées. |
| Moerdijk              | 26 août 1944       | Mission 577 : une deuxième tentative visant le pont ferroviaire de Moerdijk est mise en place avec 9 avions, mais les nuages empêchent une attaque. |
| Ravenstein            | 1er septembre 1944 | Mission 597 : 12 des 12 B-24 équipés de l'Azon ont percuté le pont ferroviaire de Ravenstein aux Pays-Bas, sans perte. |
| Hemmingstedt et Kropp | 13 septembre 1944  | Mission 629 : 6 des 11 B-24 envoyés en mission ont attaqué la raffinerie de pétrole de Hemmingstedt et 5 ont touché la cible secondaire, les décharges de munitions à Kropp. Les bombes guidées de l'opération Aphrodite ont également attaqué Hemmingstedt le lendemain. |